# هابيل فرنانديز
هابيل فرنانديز (بالإسبانية: Abel Fernández)‏ (2 أكتوبر 1937 مدريد إسبانيا - 23 أبريل 2018) هو لاعب كرة قدم إسباني سابق كان يلعب كمهاجم.